# Eclipophleps lucida
Eclipophleps lucida är en insektsart som beskrevs av Leo L. Mishchenko 1973. Eclipophleps lucida ingår i släktet Eclipophleps och familjen gräshoppor. Inga underarter finns listade i Catalogue of Life.